# СТС
СТС (рус. СТС) руска је телевизијска станица са седиштем у Москви. Припада компанији СТС медија. Власници компаније су Нешнал медија груп и Ви-Ти-Би бенк.
Тема канала је забавна. У ефиру канала је велики број филмова, телевизијских серија, цртаних филмова и телевизијских емисија.
Од 21. децембра 2009. године емитује се међународна верзија телевизијског канала — СТС International.

## Популарни оригинални пројекти
Телесеријале
- Kneginja Anastasija (Бедная Настя) — telenovela, 2003-2004
- Кадетство — драмедија, 2006-2007[5]
- Мајке ћерке (Дочки-матери) — драмедија, 2007
- Татине ћерке (Папины дочки) — комедија ситуације, 2007-2013[6][7]
- Ранетки — драмедија, 2008-2014[8]
- Осамдесете (Восьмидесятые) — комедија ситуације, 2012-2016[9]
- Док папрат цвета (Пока цветёт папоротник) — авантуристичко-фантастична серија, 2012[10]
- Кухиња (ТВ серија) (Кухня) — комедија ситуације, 2012-2016
- Тинејџери (Молодёжка) — драмедија, 2013-2018[11]
- Маме (ТВ серија) (Мамочки) — комедија ситуације, 2015-2017
- Хотел Елеон (Отель Элеон) — комедија ситуације, 2016-2017
- Иванови-Иванови (Ивановы-Ивановы) — комедија ситуације, од 2017. године
- Беловодије. Мистерија изгубљене земље (Беловодье. Тайна затерянной страны) — авантуристичко-фантастична серија, 2019[12]
- Дилди (Дылды) — комедија ситуације, 2019-2022[13]
- Кухиња: Рат за хотел (Кухня. Война за отель) — комедија ситуације, 2019-2020
- Тетка Марта (Тётя Марта) — комедија ситуације, 2022-2024[14][15]
- Татине ћерке. Нови (Папины дочки. Новые) — комедија ситуације, од 2023. године[16]

Шоу
- Добре шале (Хорошие шутки) — емисија импровизације, 2004-2012
- 6 кадрова (6 кадров) — скеч-комедија, 2006-2015[17]
- Дајте младима! (Даёшь молодёжь!) — скеч-комедија, 2009-2013[18]
- Ураљске кнедле (Уральские пельмени) — хумористички програм, од 2009. године[19]

## Кино
СТС је учествовао у снимању неких руских филмова. На пример, „9. чета”, „Кухиња у Паризу”, „Кухиња-последња битка” и други.